# ヘンリー・セルマー・パリ
ヘンリー・セルマー・パリ（仏: Henri Selmer Paris、アンリ・セルメール・パリ）は、フランスの楽器メーカー。アンリ・セルメール（Henri Selmer, 1858年生）が1885年に創業した。フランスの企業であるが、日本ではもっぱら英語読みの「ヘンリー・セルマー・パリ」、またその略称「セルマー」の名で知られている。サクソフォーンやクラリネット、オーボエ（製造終了）、ファゴット、トランペット（2002年セルマーUSAでの製造終了、2011年に完全に製造終了）、トロンボーン（製造終了）、ギター（1952年製造終了）などを製造、販売し、特にサクソフォーンの評価は世界的に高い。
クラリネットに関しては現在シェアトップのビュッフェ・クランポン社と同様ソプラニーノからコントラバスまでを製造。コントラバスクラリネットにおいては木製かつストレート管で製造をしているのは同社が唯一である。

## 歴史
1885年、フランスのクラリネット奏者であったアンリ・セルメール（ヘンリ・セルマー）は、クラリネットのマウスピースやリードの製作を始め、パリに店を開いた。1898年からクラリネットを作り始め、著名なアーティストたちから評価を得た。同年、アンリの弟でボストン交響楽団などでクラリネット奏者をしていたアレクサンダー（フランス名はアレクサンドル）が、兄の楽器などをアメリカで販売するためニューヨークに店を開き、1904年にセルマーUSA（Selmer USA、後にセルマー・カンパニー、セルマー・インダストリーズを経て現在のスタインウェイ・ミュージカル・インスツルメンツおよびコーン・セルマー）を設立した。1921年12月31日に、セルマー・パリ初のサクソフォーンを完成させた。1929年にサクソフォーン生みの親であるアドルフ・サックスの工房を買収する。現在もセルメール（セルマー）家が経営している。

## セルマーの楽器

### サクソフォーン

#### 1900年代
モデル22
1921完成後、1922年より発売開始。ロット番号44++位まで。
モデル26
ロット番号44++〜119++位 1926年発売
シガー・カッター (Cigar Cutter)
ロット番号119++〜185++位 1930年発売
オクターブキーのメカニズム構造が、紙巻タバコを切るシガーカッターに似ているのでその名前がつけられているモデル。このモデルより他社と異なる設計を採用し、独自の音質を実現。
ラジオインプルーブド (Radio Improved)
ロット番号18+++〜21+++位 1934年発売
シガーカッターのマイナーチェンジ。管体の厚みがより薄くなっている。今でも現役で使われている。
バランスド・アクション (Balanced Action)
ロット番号19+++〜35+++ 1936年〜47年
セルマーが世界的に有名になるきっかけとなった。テーブルキーなどの配置を見直し、操作性が大幅に向上。若干数ではあるがアメセルも存在。略称でB.Aと表記される事もある。
スーパー・アクション (Super Action 通称：スーパー・バランスド・アクション)
ロット番号35+++〜558++ 1947年〜53年
バランスドアクションで好評だったテーブルキーなどを更に改良。ここで初めてインラインから現在の主流であるオフセットに変更された。音量こそ低いものの、キー配置の変更により構造をより薄く出来るようになり、音質が飛躍的に向上。アメリカでノックダウン方式により本格的にアメセルも発売開始。50年以上経過した現在でも、マーク6と同じく非常に人気が高い。後述するSA80が発売された事により、本来のスーパー・アクションという名称が、現在では通称でS.B.A(スーパー・バランスド・アクション)と呼ばれている。
マーク6 (Mark VI)
ロット番号558++〜23++++ 1954年〜74年
セルマー社を世界のトップサクソフォーンメーカーに押し上げた歴史的モデル。アドバイザーのマルセル・ミュールの意見が強く反映されている。当時のプロ奏者がこぞって使用し、セルマーそしてマーク6の名声を不動の物にした。アルト、テナーサックスのメカニズムはこのモデルでほぼ完成形となる。主な改良点は、オクターブキーや、左手小指テーブルキーのシーソー機構等である。ソプラニーノからバスまでのフルラインナップが販売される。アルトとテナーは20年間にもわたり製造された。ソプラノとバリトンはシリーズ1で、ソプラニーノとバスに至ってはシリーズ2でモデルチェンジするまでマーク6が引き続き製造された。長期間の製造に伴いマイナーチェンジが随時行われており、製造時期によって楽器の特性が異なっている。
アメリカで組み立てられた個体、いわゆるアメセルは現在でも高い人気を誇る。すでに発売から50年以上経過しているが、アメセルもフランス製も、ハンドメイドであったという点も併せて高い品質を誇る。
マーク7 (Mark VII)
ロット番号22++++〜31++++ 1974年〜80年
工場製手工業で製造された最後のモデル。開発アドバイザーはミュールの後任のMichel Nouaux。最初期を除いて工場ラインでの生産に移行した。アルトとテナーが存在する。コンサートや、電気楽器に囲まれた中での使用を想定した音量の増大と競争力のある価格設定のためのコストダウンが為された。具体的に管体の重量増加、テーブルキーの拡大などと同時に、細かい部分の仕上げの簡素化が行われている。
スーパー・アクション80（Super Action 80 通称：シリーズ1）
ロット番号31++++〜39++++ 1981年〜85年
日本製サクソフォーンに対抗する為に、当時は不評だったマーク7の後継機種として登場したモデル。シリーズ1ならではの音程、音量、音色にファンは多い。彫刻もU字管まで丁寧に施されている。SA80の登場で、1947年から製造されたスーパー・アクションが通称スーパー・バランスド・アクションと呼ばれるようになった。またSA80はシリーズ2と続くことから、SA80自体がシリーズ1と呼ばれるようになった。シリーズ1は4年間しか販売されなかった短命モデルである。価格面での対抗を踏まえ、この頃より上級者モデルとしてリファレンスを製造し始める。
リファレンス (Reference)
マーク7の生産終了後、アメセルの生産ラインを廃止し、代わりに上級者やプロ奏者向けのモデルとして製造を開始。
SA80シリーズ1以降、初心者から上級者まで幅広い顧客獲得を狙ったが、上級者にはあまり受け入れられなかった為に、価格と引き換えに音質を追求して製造された。
本来真鍮の管体を純銀を使用して製造されたスターリングシルバー、メッキを金やプラチナで塗装したゴールドプレート、プラチナプレートなども特別モデルとしてラインナップされた。
スーパー・アクション80 シリーズ2 (Super Action 80 SerieII)
ロット番号39++++〜 1986年〜
現行モデル。シリーズ2の初期モデル（ロット番号42++++位まで）は、シリーズ1と比較するとフロントF#キーとHigh F#キーの形状変更、緩み防止スクリューの使用以外は殆ど変更点が見られず、シリーズ1とシリーズ2の初期モデルは同じ楽器と言って良い。当時はコスト面で苦しんでいたシリーズ1の値上げをする為に発売されたと言われていた。しかし、その後は大量生産をする為のマイナーチェンジを繰り返して現在に至っており、現行モデルは、管体を含めてシリーズ2の初期モデルとは名前は同じでも全く別物であると言って良い。なおソプラニーノとバスはマーク6以来の新設計であり、シリーズ2はマーク6以来のフルレンジのラインナップとなる。
現行モデルは、ネックなどの部分がより初心者でも吹きやすいように改良してある。発売以来20年以上経った現在でも販売され続けているシリーズ2は、マーク6よりも製品寿命は長く、製造本数も圧倒的に多い。ラッカー・メッキなどの表面仕上げも様々なバリエーションがある。
2014年に廉価シリーズヴァルールの名を冠したSA80IIヴァルール2が発表された。アルトのみ。管体とキーはブラッシュドサテン、ベル内部とキーガード、管体接続リングがゴールドメッキという仕様。通常のジュビリーよりもやや安価となっている。
シリーズ3 (Serie III)
ロット番号51++++〜 1995年〜
現行モデル。シリーズ2の後継機種として現代の製造技術を駆使して新設計された。名称から80年代のスーパーアクションという意のSuper Action 80が外れる。主な変更点は、メカニズム、部品点数の簡素化、管体の材質変更、軽量化等である。1995年にソプラノ、1997年にテナー、1999年にアルト、そして2006年にバリトンが発表されており、設計時期が異なるため同じシリーズ3といえどもキー、メカデザインが異なる箇所がいくつかある。ソプラノはこのモデルよりデタッチャブルネックが採用された。アルトはC#の音程補正のメカが備わる他、意図的に節を作り出しフラジオ音域の発音を補助するハーモニクスキーのオプションがある。シリーズ2からの仕上げに加え、スターリングシルバー製のモデルも発売されている。
管体が薄く、様々な点で軽量化が施された。従来からのニーズに応えるため、ベストセラーであるシリーズ2は引き続き製造が続けられている。
2000年には、アルトで銀メッキサテン仕上げ・スターリングシルバー製のネックを持つミレニアムモデルが474本 限定で販売された。

#### 2000年代
リファレンス (Reference)
ロット番号58++++〜 2001年〜2023年
現在発売されているモデル（主にシリーズ2）をベースに、過去の名器と呼ばれるモデルを参考にしながら新たにリファレンスが設計された。管体及びネックの材質・ボア・曲率そしてベル径やキーデザイン等が通常のモデルとは異なり、また現在発売されているセルマーサックスで唯一タンポにプラスチック・ブースターを用いている為、音色や「鳴り」が他の現行楽器と異なる。尚、シリーズ2・シリーズ3のジュビリー移行に伴い、リファレンスにおいてもネックのオクターブキー形状・デザインなどがそれに準じたものへ移行した。
テナーはリファレンス36とリファレンス54の2つのモデルがある。リファレンス36はバランスドアクション、リファレンス54はマーク6が参考と公表されており、管体の太さやネックが異なるなどの違いがある。当初は前者は彫刻ありアンティークゴールドラッカー仕上げ、後者は彫刻無しアンティークブラッシュドサテン仕上げの仕様であったが後にどちらのモデルも両方の仕上げから選べるようになった。
2003年にはアルトが追加され、モデルはリファレンス（本国ではReference54と呼ばれる。日本の輸入製品のベルにも54の刻印があるのでラインナップを汲み取ることができる）のモノラインである。ニューヨークを中心に活躍するフランス人ジャズプレイヤーであるPierrick Pedronにアルトリファレンスの共同開発をセルマーが打診し、当時ピエリックが愛用していたマーク6をベースに開発されている(後にマウスピース"SPIRITS"開発にも携わっている)。仕上げは2種類あり、当初日本ではアンティークゴールドラッカー仕様のみの発売であったが、後に彫刻無しのアンティークブラッシュドサテン仕上げも追加された。
尚、アルトのリファレンスのアンティークゴールドラッカーと、テナーのリファレンス36のアンティークゴールドラッカーは色合いが異なり、アルトの方は日本国外ではダークゴールドラッカーと呼ばれる。日本国内販売品のみケースはフライトケースである。
シュプレームの発売にともない製造終了となる。
トリビュート・トゥー・バード (Tribute to bird)
2005年よりチャーリー・パーカー没後50年を記念し、5年間毎年限定モデルが“tribute to bird”として販売される。主な内容は、既存モデルにパーカーの愛称バードより1年に1つの大陸を代表する鳥の特別彫刻が管体に施される。彫刻、仕上げ、付属品、ケース、限定数の違いによって、コレクターズエディション、レギュラーエディション（2008年よりリミテッドエディション）と分けられ、価格も異なる。
2005年はアメリカ大陸より、ハミングバード（ハチドリ）が選択され、アルトリファレンスのコレクターエディションが220本、レギュラーエディションが1000本製造された。
2006年はオーストラリア大陸より、クッカバラ（ワライカワセミ）が選択され、アルトリファレンスではコレクターズエディション・レギュラーエディション、テナーリファレンス54から、コレクターズエディションが販売される。
2007年はアフリカ大陸より、フラミンゴが選ばれた。2007年のモデル群は2006年と同様ながら、Hi-F♯キーが無い仕様となる。また、コレクターズエディションのキーには黒蝶貝が用いられた。
2008年はヨーロッパより、ファイヤーバード（フェニックス）が選択された。2008-2009モデルとして2009年より販売開始。この年は、リファレンスのレギュラーエディションが無くなり、代わりにシリーズ2、シリーズ3からリミテッドエディションが発売される。詳細は、アルトリファレンスのコレクターズエディションHi-F♯キー付きが250本限定、アルトリファレンスのコレクターズエディションHi-F♯キー無しが250本限定、テナーリファレンス54Hi-F♯キー無しが150本限定、アルトシリーズ2のリミテッドエディション、アルトシリーズ3のリミテッドエディションである。リミテッドエディションにはテナーのリファレンス36と同様のゴールドラッカーが塗布された。また、コレクターズエディションにはシリーズ3ミレニアムモデルと同タイプのシリアルプレートが付けられた。全モデルのキーに黒蝶貝が採用される。なお、ジュビリー移行期の製品であり、ジュビリーのネックのオクターブキーデザインを持つ機種も終盤に生産された。
2011年はアジアよりドラゴンバードが選択され、2011-2012モデルとしてtribute to birdシリーズを締めくくる。今回は新たにコレクターズエディションにソプラノシリーズ3、リミテッドエディションにテナーシリーズ3が加わるが、コレクターズエディションのアルト・テナー共にHi-F♯キー無しのモデルはラインナップから外れる。詳細は、アルトリファレンスのコレクターズエディションHi-F♯キー付きが400本限定、テナーリファレンス54Hi-F♯キー付きが150本限定、ソプラノシリーズ3のコレクターズエディションが150本限定、アルトシリーズ2のリミテッドエディション、アルトシリーズ3のリミテッドエディション、テナーシリーズ3のリミテッドエディションである。前モデル同様、コレクターズエディションにはシリアルプレート、全モデルのキーに黒蝶貝が採用される。このモデルの機種はジュビリー移行に伴う各部変更に準じている。
ヴァルール (Valeur)
最初の発売は2007年頃。ヘンリー・セルマー・パリとその輸入代理店である野中貿易が協力し、スーパー・アクション80 シリーズ2をベースにカスタマイズした特別仕様のアルトサックスで、仕上げは外装がブラッシュドゴールドラッカー、ネックやベルの内側などがゴールドラッカー仕上げとなっている。その後ヴァルールII、Newヴァルール、NewヴァルールIIと発売されている。いずれも日本国内限定発売。
ジュビリー (Jubilee)
2010年、ソプラノ・アルト・テナー・バリトンのスーパー・アクション80 シリーズ2、シリーズ3にマイナーチェンジが実施され、セルマー創業125年にちなみジュビリー（祝祭）と命名された。主な変更点は、全機種において標準のゴールドラッカーがテナーサックスのリファレンス36と同じ（アンティーク）ゴールドラッカーに変更、各部管を繋ぐジョイントリングがヘンリー・セルマーのサイン刻印入りになり、アルト、テナーはネックのオクターブキー形状と上部にあるSのロゴがリファインされた。当初はアルトとテナーのみ新規マウスピースS125が付属した。彫刻はモデル22のものを基にした新たなデザインとなり、レーザー加工により彫金されている。手彫りのざらつきがなく、滑らかで細かい線が特徴。なおリファレンスは従来からの手彫り彫刻が続いている。
この大幅なマイナーチェンジ更に伴い、付属品のストラップ・クロス・スワブ・グリスのデザインも変更され、ポーチが付属する。これらはジュビリーだけでなくセルマーサクソフォーン全製品における変更で、リファレンスにも順次適用されている。
セルマー 130th Anniversary Limited Edition
2014年、アドルフ・サックス生誕200年とセルマー・パリ創立130周年を記念して作られた生産本数200本限定のアルトサックス。キーなどは現在の仕様のまま、キーガード等にモデル22やバランスド・アクションの意匠を盛り込み、パールラッカー仕上げの管体とシルバープレートのキーにレゾネーターなしの専用ホワイトレザーのタンポで、特別仕様のマウスピースが付属している。
アクソス (AXOS)
2014年、ヘンリー・セルマー・パリの新規製造機械導入に伴い、トップモデルと同じコンセプトでありながらコストダウンを図ったブランド『セレス(SeleS)』のモデルとして登場。リガチャーは通常のものではなくSeleS仕様のものが付属している。通常のゴールドラッカーとネック・リガチャー金メッキ仕様のGP-TONEの2モデルがある。アルトのみ。
シュプレーム (SUPREME)
2021年、アルトのみ発売。シリーズ3に装備されていたC#補正システムを改善の上採用したほか、ネックジョイント部の締め付け方法を、別パーツの洋白製ソケットリングによりおこなう仕組みに変更するなど全般的な改善をおこなったとされる。これに伴いシリーズ3(Jubilee)およびリファレンスのアルトモデルが製造終了となった。
2022年、セルマー・パリ100周年を記念してModéle 2022 LIMITED EDITIONが発売。
2023年、テナー発売。　

#### 管体仕上げ
ゴールドラッカー
最も一般的な仕上げ。セルマーの場合、製造期によって様々な色合いの楽器が存在する。アメセルにおいても同様である。大量生産期においては時を経るごとに色がより薄く無色透明に近くなってきたといわれる。
リファレンスにおいてはシリーズ2、シリーズ3とは異なる色合いのラッカーが用意される。テナーでは色の濃いアンティークゴールドラッカー、アルトでもさらに色の濃いアンティークゴールドラッカー（海外ではダークゴールドラッカー）と呼ばれるラッカーが用意される。これらのラッカーはトリビュート・トゥー・バードでも用いられ、コレクターズエディションの各モデルにはアルトリファレンスのアンティークゴールドラッカー（ダークゴールドラッカー）、レギュラーエディションとリミテッドエディションの各モデルにはテナーリファレンスのアンティークゴールドラッカーが施された。
ジュビリー移行に伴いクリアラッカーにほど近くなっていたゴールドラッカーに代わりテナーリファレンス用のアンティークゴールドラッカーが標準のゴールドラッカーとして使用されるようになった。従って現行モデルにおいてゴールドラッカーはかつてのテナーリファレンスのアンティークゴールドラッカーを示している。
余談だが正規代理店の野中貿易はメッキの液槽やラッカー塗装の工場を所持しており、要望により金管マウスピースや様々なパーツにメッキやラッカーを後がけできる
シルバープレート
銀メッキ。ゴールドラッカーの次に一般的な仕上げ。マーク6等の中にはサテン（艶消し）仕上げが施されている個体もある。近年ではシリーズ3 ミレニアムモデルにサテン仕上げのシルバープレートが登場した。
ゴールドプレート
金メッキ。シリーズ2やシリーズ3のモデルには特別彫刻が施されることがあった。ジュビリーに移行してからは特別彫刻は施されない。
：GP-TONE
：ラッカー仕上げモデルのネックとリガチャーがゴールドプレートとなったもの。シリーズ2・3とアクソスで選択でき、アクソスではサムフックがプラスチック製に加えてメタル製も付属となる。
ブラックラッカー
シリーズ2より登場。ラッカー層がゴールドラッカーに比べ厚いとされる。
ホワイトラッカー
シリーズ2とシリーズ3に存在した仕上げ。2002年に生産終了。
ブラッシュドサテン
シリーズ2より登場。地金の真鍮を鏡面仕上げにせずサテン（艶消し）処理し、その上からラッカーをかける。キーの部分は通常のゴールドラッカー仕上げ。ジュビリー移行に伴い上から掛けられるラッカーがテナーリファレンスに用いられた色のラッカーとなる。
アンティークドブラッシュドサテン
リファレンスに用意される仕上げ。キーの部分もブラッシュドサテンになる。色合いも通常のブラッシュドサテンとは異なる。彫刻は施されない。
ポリッシュドサテン
シリーズ3より登場。一般的なサテン仕上げ。ブラッシュドサテンと異なりラッカー表面がサテン処理される。彫刻モデルはない。ジュビリー移行と同時に生産終了。
プラチナプレート
プラチナメッキ。シリーズ2より登場。日本オリジナルの仕様。MALTAがこの仕上げのアルトを使用している。そのうちG#キーの貼り付き防止機構(コンパルションG#キー)を採用したモデルにはMALTAの刻印がある。
ピンクゴールドプレート
ピンクゴールドメッキ。シリーズ3より登場。日本オリジナルの仕様。
スターリングシルバー
シリーズ3より登場。管体がスターリングシルバー。上からクリアラッカーが掛けられる。キー部分は通常の真鍮にゴールドラッカーとなる。ジュビリー移行に伴い以前無彫刻だったアルトにも彫刻が施されるようになった。

### サクソフォーンマウスピース
セルマー製の1970年代以前に製造されたいわゆるビンテージマウスピースは非常に人気がある。工場生産ラインで大量生産している現行のマウスピースとは違い、職人が一つ一つ丁寧に作った手作りの良さが生きている。上質のラバー（エボナイト）を使用しているだけではなく、水銀を含む現在では使用不可能な材質も使われており、音色や吹奏感は現行のマウスピースとは全く違う。息の通り、音の抜け、音色の豊かさ、いずれをとっても最高のマウスピースであると評価されている。希少価値も加わり、現在では非常に高値で取り引きされている。ロゴやオープニングは打刻に金色塗料の流し込みだったが、2010年頃からコスト削減の為か、シルクスクリーン印刷に移行している。

#### 生産終了品
エア・フロー （通称） (Air Flow)
1920年代
ソロイスト・ラウンドチャンバー（通称） (Soloist Round Chamber)
1940年代
ラバー。Round型のチャンバーで、シャンクが短い。テーブルにティップオープニングの刻印がある。ビンテージマウスピースとして人気があり、高値で取り引きされている。ソフトで甘い音色が特徴である。
ソロイスト・ショートシャンク（通称）(Soloist Short Shank)
1950年代
ラバー。Horse Shoe型のチャンバーで、シャンクが短い。テーブルにSoloistの刻印とティップオープニングの刻印がある。ビンテージマウスピースとして非常に人気があり、高値で取り引きされている。ブライトでソフトで派手な音色であり、吹奏感は非常に軽い。
ソロイスト・ロングシャンク（通称） (Soloist Long Shank)
1960年代
ラバー。Horse Shoe型のチャンバーで、シャンクが長い。テーブルにSoloistの刻印とティップオープニングの刻印がある。ビンテージマウスピースとして非常に人気があり、高値で取り引きされている。ダークでエッジが効いた音色であり、ショートシャンクと比べると吹奏感に抵抗がある。
スクロールシャンク（通称）(Scroll Shank)
1970年代
ラバー。ソロイスト・スタイル (Soloist Style)とも呼ばれる。Horse Shoe型のチャンバーで、シャンクが長い。Soloistの刻印は無く、セルマーのロゴが斜体ではなく通常のタイプとなり、ティップオープニングの刻印は背面にある。ビンテージマウスピースとして人気があり、高値で取り引きされている。吹奏感はロングシャンクに似ているが、音色は若干ブライトである。大量生産に移行途中の手作りの味が残る最後のモデルである。
なお、ビンテージのソプラノ用マウスピースはソロイスト（通称）と呼ばれているが、前述のソロイスト・ショートシャンク、ロングシャンク、スタイルの区別はなく、Round型チャンバーでシャンクが短いタイプしかない。Soloistの刻印はなく、背面にティップオープニングの刻印がある。ソロイストの中でも特に人気が高く、非常に高値で取り引きされている。
S125
2010年
ラバー。ジュビリー登場時にアルト・テナーにのみ付属していた非売品マウスピースだが、のちに少量が一般販売されている。セルマー創業125周年にちなんだナンバーとなっている。S80 C★を基にチェンバーを変更、バレル下部に金属のリングが貼り付けてある。
SD20
2010年〜2013年頃
ラバー。アルト・テナーのみ。ラウンド型チャンバーでシャンクは長い。セルマーロゴ上部にSD20と印刷されている。フランスを代表するDIASTEMA saxophone Quartetが監修し、S80、S90のスクエア型チャンバーからより絞ったラウンド型チャンバーに変更したことにより、息の抵抗は強くなったものの、音色の柔らかさとコントロール性が増している。ティップオープニングはアルトが1.74mm、テナーが1.94mm。Conceptと入れ替わる形で生産中止。

#### 現行品
S80
1980年代〜
ラバー。スクエア型チャンバーで、シャンクは長い。ソロイストスタイルの後継機種として製造された。チャンバーの変更により息の通りは良い。主にクラシック、吹奏楽で使用されている。音の収まりがよくクセがない為、初心者に薦められる事が多い。リファレンス以外の楽器を購入するとC★が標準で付属している。
S90
1990年代〜
ラバー。スクエア型チャンバーでシャンクは長い。S80と比較すると音がよくまとまり明るい音色がする。音程も良いとされる。主にクラシック、吹奏楽で使用されている。
スーパーセッション (Super Session)
2000年代〜
ラバー。ラウンド型チャンバーでシャンクは短い。当初はソプラノ用として発売されたが、現在ではアルト用もある。明るく開放感があり、文字通りセッションにおいて存在を主張する音色になるため、主にジャズ・フュージョン等で使用されている。オープニングはE〜Jと他の現行マウスピースと比較して開きの大きいラインナップとなっている。後端がくびれており、くびれた後端の周囲に「SUPER SESSION」と刻印されている。
ソロイスト (Soloist)
2000年代〜
ラバー。近年、セルマーのビンテージマウスピースが注目されるようになったことを受け、スクロールシャンクの復刻版として発売された。アルトとテナー用がある。概観はスクロールシャンクにそっくりだが側面にSoloistの刻印がある。ラバーの材質に現代のものを使用している為か、音色や吹奏感はスクロールシャンクとは違う。音が程よくまとまり、他の現行マウスピースに比べダークで落ち着いた音色となる。旧ソロイストがクラシックからジャズまで幅広く愛用されたことで、こちらもジャンルを問わず受け入れられているようである。また、リファレンスにはC★が標準で付属している。
SPIRIT
2010年〜
ラバー。アルトのみ。ラウンド型チャンバーでシャンクは従来のロングとショートの中間ほどである。他のセルマーのマウスピースがほぼノーバッフルなのに対し、バッフルが付いている。SD20同様にセルマーロゴの上部に筆記体でSPIRITと印刷されている。前出のリファレンス開発に携わったPierrick Pedronと共同開発したジャズ向けのマウスピースで、音色はスーパーセッションとは違いダーク方向に振られている。オープニングは1.84mmと2.1mmの2種類。胴まわりが従来のマウスピースよりも太いため専用のリガチャーが用意されている。余談だがピエリックは1.84mmを使用している。
CONCEPT
2013年〜
ラバー。2018年5月現在、ソプラノ、アルト、テナーのみ。ラウンド型チャンバーでシャンクは長い。従来のマウスピースよりもより流線型となり、シャンクのエンドが斜めにカットされているのが特徴。テーブル右側に筆記体でCONCEPTと刻印されている。S80・S90・ソロイストよりもウィンドウが狭くチャンバーも絞られている反面、ローバッフルでフェイシングが長くなっている事で息を入れた時の抵抗感を和らげている。音色は柔らかくクラシックに向けたものとなっている。オープニングはソプラノが1.06mm、アルトが1.48mm、テナーが2.10mmのみ。
Prologue
2014年〜
コストダウンをコンセプトにしたセレスブランドでの発売となるマウスピース。アルトのみ。プラスチック系の新素材サーモプラスティックポリマーを利用することでラバーと同様の演奏のしやすさと、初心者が安価で購入できることを謳ったマウスピース。スクエア型チェンバーでオープニングは1.55mmのみ。新型のθ型リガチャーとプラスチック製キャップ、ポーチが付属している。
メタル・クラシック
ソプラノ・アルト・テナーのみ。シルバープレート仕上げ。
メタル・ジャズ
アルト・テナーのみ。シルバープレート仕上げ。クラシックに比べチャンバーが小さい。

#### マウスピースのオープニングとリガチャー
- 現行品マウスピースのオープニングはS80、ソロイスト、スーパーセッションはアルファベット（狭いC〜J広い）で表され、S80、ソロイストのうちよく使用されるCのみC★（ワンスター）C★★（ツースター）と細分化されている。S90、SPIRIT、CONCEPT、Prologueは数字で表され、S90のみ170、180、190、200(アルトのみ200はなし)と細分化されている。
- リガチャーにおいてはこれまで、1950年代より長らくリード側でネジ2本で固定する下締めタイプのもので殆ど進化していなかったが、1990年代よりハリソンやヤナギサワ、バンドーレンなどの音色や吹奏感、アタックのタッチに変化を与える製品の存在が大きくなってきたため、セルマーも2000年代後半に従来のものから上側でのネジ1本で締める製品に変更している。リード押さえ側は上下2箇所に細い横帯状で、押さえる面積を少なくすることでリードの振動を最大限発揮出来るように工夫されている。また標準リガチャーが上締めタイプとなる以前に、リファレンス・トリビュート・トゥー・バードのハミングバードとクッカバラのアルトコレクターズエディションにはLigaphoneという1本ネジ上締めタイプのリガチャーが先行して付属していた。デザインはウィンテージのブリルハートのリガチャーのような3本のプレートの側面をモチーフとしている。下締めタイプより前のマグニトーンと呼ばれる金属板を巻いて留めるタイプのリガチャーはベニー・グッドマンらの使用で知られヴィンテージとして取引がなされている。現在はボガーニ社がほぼ当時のままの復刻版を販売している。

### サクソフォーンリード
1980年代は「セルマー・オメガ」の名称で市販されていた(後述)。2015年、創立130周年を記念して、フランス本国を中心として欧米市場でオリジナルリードが発売された。2016年7月現在、ソプラノ、アルト、テナーのみで硬さは2〜4、日本では発売されていない。

### クラリネット
現行モデル
プリヴィレッジ (Privilege)
シグネチャー (Signature)
レシタル (Recital)
プレザンス(Presence)
プロローグ(Prologue)
旧モデル(生産終了)
サンルイ (Saint-Louis)
オデッセイ (Odyssee)
モデル20
モデル19A
モデル26
モデル28
シリーズ10G
シリーズ10S 10SⅡ
シリーズ 9☆
シリーズ 9
CENTERED TONE
BALANCED TONE
シリーズＬ

### ファゴット
モデル53

## かつて製造していた楽器
- フルート
- オーボエ、イングリッシュホルン
- トランペット、コルネット、フリューゲルホルン - 2011年に生産終了
- トロンボーン - Gabriel Massonのテストにより開発されたBoleroやLargoといったモデルを製造していた。
- ギター - Mario Maccaferriにより開発され、ジャンゴ・ラインハルトが使用したことで知られる。1952年に生産終了。製造されたのはおよそ1000本に留まり、現在も人気が高い。このため、日本を含む世界各地でセルマー・ギターのコピーモデルが製造されている。
- サクソフォーン用リード（「セルマー・オメガ」ブランド） - 1980年代まで市販され、当時セルマーのサクソフォーンを購入すると数枚付属していたが、セルマーの名を冠するものとしては品質的にあまり良いものとは言えず、リード専門メーカーであるバンドレン、リコ、ラボーズ（現在はリコ傘下）の隆盛もあり1990年代には姿を消していたが、前出の通り2015年から「ヘンリー・セルマー・パリ」ブランドで再発売されている。